# 5863 Tara
5863 Tara (1983 RB) là một thiện thạch Amor được phát hiện vào ngày 07 tháng 09 năm 1983 bởi C. S. Shoemaker tại trạm thiên văn Palomar.

## Link ngoài
- JPL Small-Body Database Browser ngày 5863 Tara